# Robert Manson
Robert Manson (Hamilton, 11 de octubre de 1989) es un deportista neozelandés que compitió en remo.  Es públicamente homosexual.
Ganó una medalla de bronce en el Campeonato Mundial de Remo de 2015, en la prueba de doble scull. Participó en dos Juegos Olímpicos de Verano, ocupando el séptimo lugar en Londres 2012 (cuatro scull) y el undécimo en Río de Janeiro 2016 (doble scull).

## Palmarés internacional
| Campeonato Mundial | Campeonato Mundial     | Campeonato Mundial | Campeonato Mundial |
| Año                | Lugar                  | Medalla            | Prueba             |
| ------------------ | ---------------------- | ------------------ | ------------------ |
| 2015               | Aiguebelette (Francia) | Medalla de bronce  | Doble scull        |